# 毛泰 (晋朝)
毛泰（4世纪—402年），东晋荥阳郡阳武县（治今河南省原阳县东南）人，毛宝的孙子，毛安之的儿子。
毛泰初任太傅从事中郎、后军参军，被司马道子父子所宠信。司马元显在毛泰家参加宴会，想要走，毛泰苦留，开玩笑说：“公若要走，当割下你的脚。”司马元显大怒，奋衣而出，于是二人发生矛盾。司马元显为桓玄所败，桓玄篡权。毛泰担任冠军将军，堂邑郡、太山郡两郡太守。毛邃为游击将军，毛遁为太傅主簿。桓玄派毛泰看管司马元显。毛泰挟恨辱杀司马元显，不久，毛泰自己也被桓玄所杀。毛遁被徙至广州。义熙初年，得还，官至宜都郡太守。